# Schoggitaler

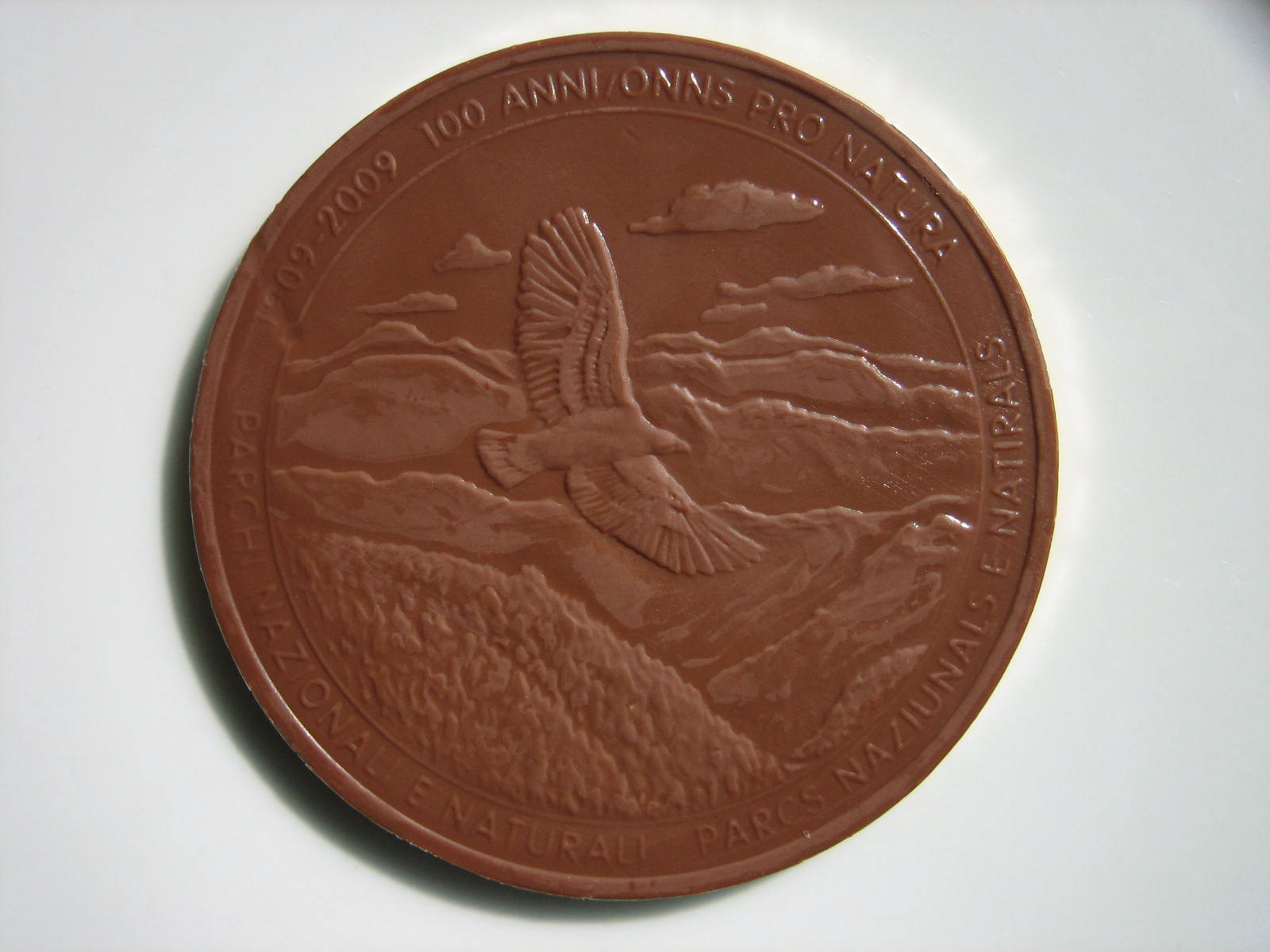
2009年的瑞士金幣巧克力

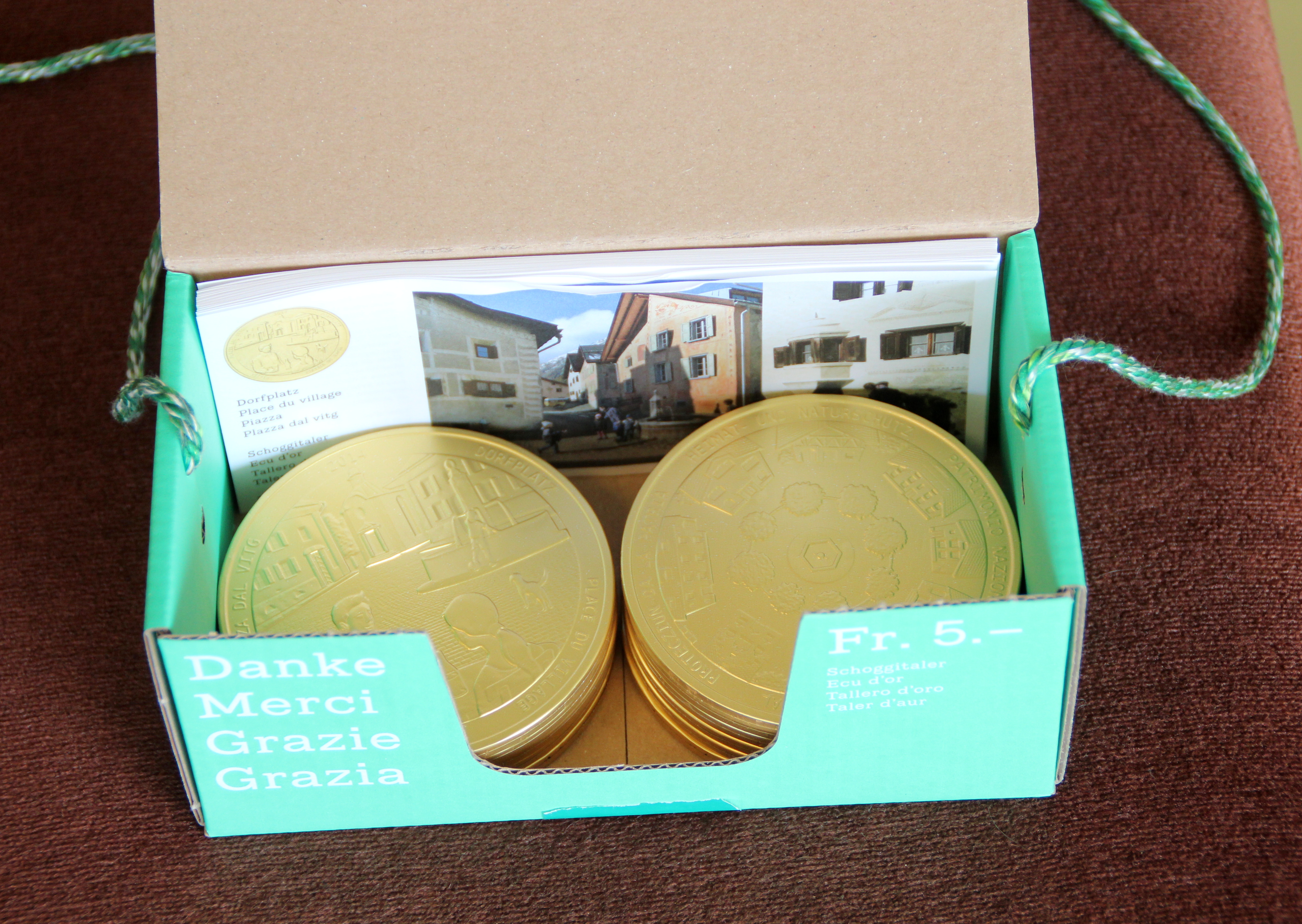
禮盒中有瑞士金幣巧克力跟資訊手冊

瑞士金幣巧克力（德語：Schoggitaler/瑞士德語：Schokoladentaler）是一塊用金色鋁箔紙包裹成放大版金幣形狀的巧克力，一般作為家園與環境保護計畫的標誌。自1946年起，瑞士古蹟保護協會及瑞士自然保護聯盟便仰賴販售瑞士金幣巧克力的所得維持運作。一枚瑞士金幣巧克力重28公克，直徑8公分。

## 販售
每年九月，瑞士金幣巧克力由瑞士全國學生販賣。所有收入將會投入某一項由瑞士古蹟保護協會與瑞士自然保護聯盟選定的專案。內容將關於古蹟與建築修復（Schweizer Heimatschutz）及本土動植物保育（Pro Natura）。其中一位最著名的瑞士金幣巧克力設計師—— 雕刻家卡爾・費舍（Carl Fischer），於2018年售出56萬3086枚瑞士金幣巧克力。相較前一年減少了百分之二，淨收入高達161億8千萬瑞士法郎。

## 歷史

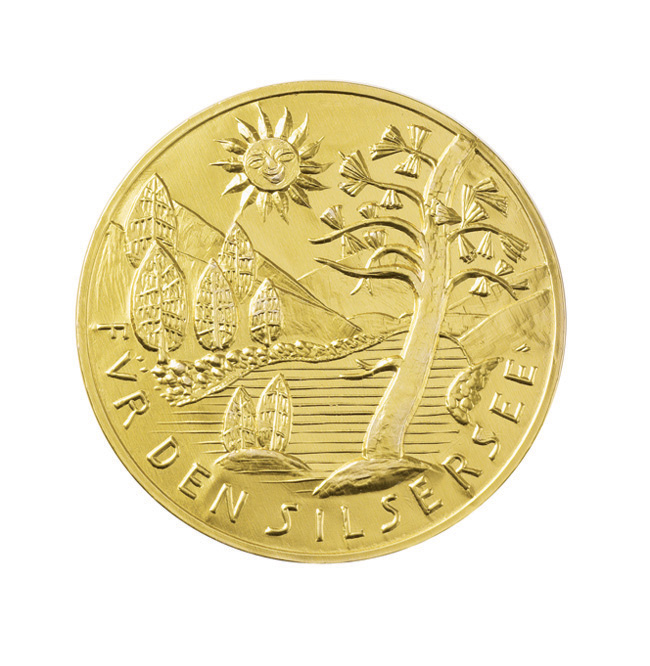
1946 年的第一枚瑞士金幣巧克力

二戰期間，瑞士聯邦委員會為求盡可能地能源自給，打算在阿爾卑斯山區與瑞士中部高原地區設置水力發電廠。在這些計畫中，他們想要利用上恩加丁中西爾斯湖的水推動柏格爾山谷中的發電機。
為了保護西爾斯湖，叫做«Pro Lej da Segl»的小型委員會於1944年二月在庫爾（Chur）舉行會面。該委員會由瑞士自然保護聯盟（Schweizerischen Bundes für Naturschutz，Pro Natura前身）的代表、瑞士古蹟保護協會（Schweizerischen Vereinigung für Heimatschutz，Schweizer Heimatschutz前身）的代表、以及上恩加丁周邊居民代表組成。然而，柏格爾當地自治組織斯坦帕（Stampa）與恩加丁當地自治組織希爾斯（Sils）當時已經準備批准建造發電廠。若是放棄，則必須賠償30萬瑞士法郎。
當時在州或國家層面都沒有環境保護的相關條款，沒有法律途徑可循，且國庫空虛，沒辦法指望得到援助。 就像1859年保護呂特利或1937年保護霍爾加斯一樣困難。戰爭期間，人們還有其他擔憂。這筆巨款也超出了兩家瑞士保護組織的財力，因此在1944年2月的一次會議上決定先向基金會和公司募款。 雖然他們付出了巨大的努力，但到了1945年5月，仍然少了十六萬法郎。
瑞士農民協會常務董事恩斯特・勞爾（Ernst Laur）建議為了錫爾斯湖出售巧克力。
巧克力在 1946 年 5 月之前是定量供應的，只能少量獲得，因此相對稀缺。 1945 年 11 月，戰爭食品處允許在街上出售 20 噸牛奶巧克力。 由於每塊巧克力都用金色鋁箔包裹，因此該活動被稱為「塔勒義賣會」（Talerverkauf）。 而錫爾斯湖的照片就浮雕在鋁箔紙上。
1946年二月，瑞士全國超過兩萬名學生以1瑞士法郎的價格售出他們的第一枚瑞士金幣巧克力。這項活動透過日報、週刊、電台、電影廣告及海報大肆宣傳，總共售出82萬3420枚瑞士金幣巧克力，遠遠超過大家的預期。在兩個社區得到賠償後，兩個保護組織便分配剩下的盈餘。
鑒於這次活動的成功，組織決定每年都舉辦一次這樣的義賣會。然而之後的三年，都沒有一個能夠成立保護專案的目標。直到1950年，他們重新投入到一個國家提出的專案，該專案為瑞士人民所接受的：布里薩戈。
瑞士金幣巧克力的出售意外地創造出一種長期的客戶關係，許多之前曾販賣過瑞士金幣巧克力的學生，在成年後反而成為買家。
自1984年起，埃施巴赫巧克力製造商(Aeschbach Chocolatier)便開始在琉森（Luzern）一個叫羅特（Root）的市鎮製造瑞士金幣巧克力。
2013年總共售出了43萬2000枚瑞士金幣巧克力，相較於2012年大約少了3萬枚。截至2013年止，總計售出4億枚瑞士金幣巧克力。隨著時代的變遷，這項數據逐漸減少。瑞士金幣巧克力於1946年剛問世時的銷售量趨近於現在的兩倍。在當時巧克力是需要配給的珍貴食物；然而瑞士金幣巧克力卻只需一枚瑞士法郎便能換得。

## 價格
1946 年，瑞士金幣巧克力以一瑞士法郎的價格販售；1970年上漲至二瑞士法郎；1990年上漲至三瑞士法郎；而1998年起，瑞士金幣巧克力的售價上漲至五瑞士法郎。然而，它們是由瑞士有機全脂牛奶和Max-Havelaar公平貿易認證的糖和可可製造。

## 相關網頁連結
- 瑞士金幣巧克力官方網站 （页面存档备份，存于）
- 瑞士古蹟保護協會 （页面存档备份，存于）
- 瑞士自然保護聯盟 （页面存档备份，存于）